# Уклин
Укли́н (угор. Aklos)— село в Україні, в Закарпатській області, Мукачівському районі. Входить до складу Полянської сільської громади.

## Історія
Перша згадка у 1649 році. 
Дерев'яна церква св. ап. Петра і Павла, кін. XVIII ст. У 1700 р. згадують священика Павла Куцкіра. У 1733 р. за священика Якова Веселовича в селі була дерев’яна церква св. Миколи з одним дзвоном. Теперішня маленька церківця – рідкісний архітектурний скарб. У кінці XIX ст. нею захоплювався відомий вчений Т. Легоцький. Подібні малі споруди колись були поширені в багатьох віддалених селах, де не було змоги збудувати велику церкву. Донині дійшли три – в Костринській Розтоці, Тарасівці і в Уклині, але тільки уклинська не зазнала переробок, хіба що її вкрили бляхою.  
За художніми критеріями і за конструктивними ознаками такі церкви можна об’єднати в окрему групу, умовно кажучи, “малих” церков. Розповідають, що церкву збудовано з дерева старої церкви, а до того тут були дві церкви, які занепали чи згоріли. Тоді село було по другий бік долини, але епідемія холери спустошила його. Досі побутує приказка: “Так мало (людей), як хиж на Уклині”. Тому й церкву зробили малу.  Довгі роки церквою опікувався Михайло Юрканич. Збереглися деякі старі церковні речі, а два дзвони перенесено до нової церкви, збудованої в 1992 р.  Церква св. Петра і Павла. 1992.  Муровану базилічну церкву з невеликою південному фасаді між арковими вікнами, вежею над західним входом споруджено з Два дзвони перенесли зі старої дерев’яної 1990 до 1992р. Другі двері влаштовано на каплиці. У 2002 проведено реконструкцію за меценатської підтримки вихідця із села Володимира Панасенко. 

## Географія
Через село тече річка Мала Пиня, ліва притока Пині. 

## Туристичні місця
- Біля села розташований Ждимирський заказник.
- дерев'яна церква св. ап. Петра і Павла, кін. XVIII ст.
- На північ від села розташований перевал Уклин.

## Населення
Згідно з переписом УРСР 1989 року чисельність наявного населення села становила 390 осіб, з яких 192 чоловіки та 198 жінок.
За переписом населення України 2001 року в селі мешкали 393 особи.

### Мова
Розподіл населення за рідною мовою за даними перепису 2001 року:
| Мова       | Відсоток |
| ---------- | -------- |
| українська | 97,92 %  |
| російська  | 2,08 %   |